# Aitor Sanz Martín
Aitor Sanz Martín (nascut el 13 de setembre de 1984) és un futbolista professional madrileny que juga al CD Tenerife com a migcampista central.
Ha jugat uns totals de 366 partits i 11 gols en 12 temporades a Segona Divisió, al servei de la Real Unión i el Tenerife.

## Carrera de club
Sanz va néixer a Madrid. Va passar les sis primeres temporades de la seva carrera sènior a Segona Divisió B, amb la UD San Sebastián de los Reyes, el Zamora CF i el Real Unión. La temporada 2008-09, va aconseguir l'ascens a segona amb aquest darrer club.
Sanz va jugar el seu primer partit de Segona Divisió el 29 d'agost de 2009, amb 90 minuts en una derrota a casa per 0-1 contra el Recreativo de Huelva. Va fer 26 aparicions més fins al final de la campanya, que va acabar en descens en ser penúltim.
Posteriorment, Sanz es va mantenir a la tercera divisió després de signar un contracte d'un any amb el Reial Oviedo. Va jugar 106 partits competitius durant la seva estada a l'Estadi Carlos Tartiere, marcant en una derrota a casa per 1–2 davant la SD Eibar en els playoffs d'ascens de 2013.
Sanz es va incorporar al CD Tenerife de segona categoria el juny de 2013. Va marcar el seu primer gol com a professional el 18 d'octubre de 2014, però en una derrota per 3-2 contra el CA Osasuna.
Després d'haver-se perdut tota la temporada 2018-19 a causa d'una lesió al tendó d'Aquil·les, Sanz va romandre a les Illes Canàries, sempre a segona divisió.